# Puy de Dôme
El Puy de Dôme es un volcán situado en el Macizo Central, en el centro de Francia. Es uno de los volcanes más jóvenes de la región Chaîne des Puys. La erupción más reciente tuvo lugar en el año 5760 a. C.
Cima carismática (particularmente para los amantes del ciclismo), el Puy de Dôme atrae a numerosos turistas y está catalogado como un Grand site de France.
El volcán da nombre al departamento Puy-de-Dôme.

## Historia

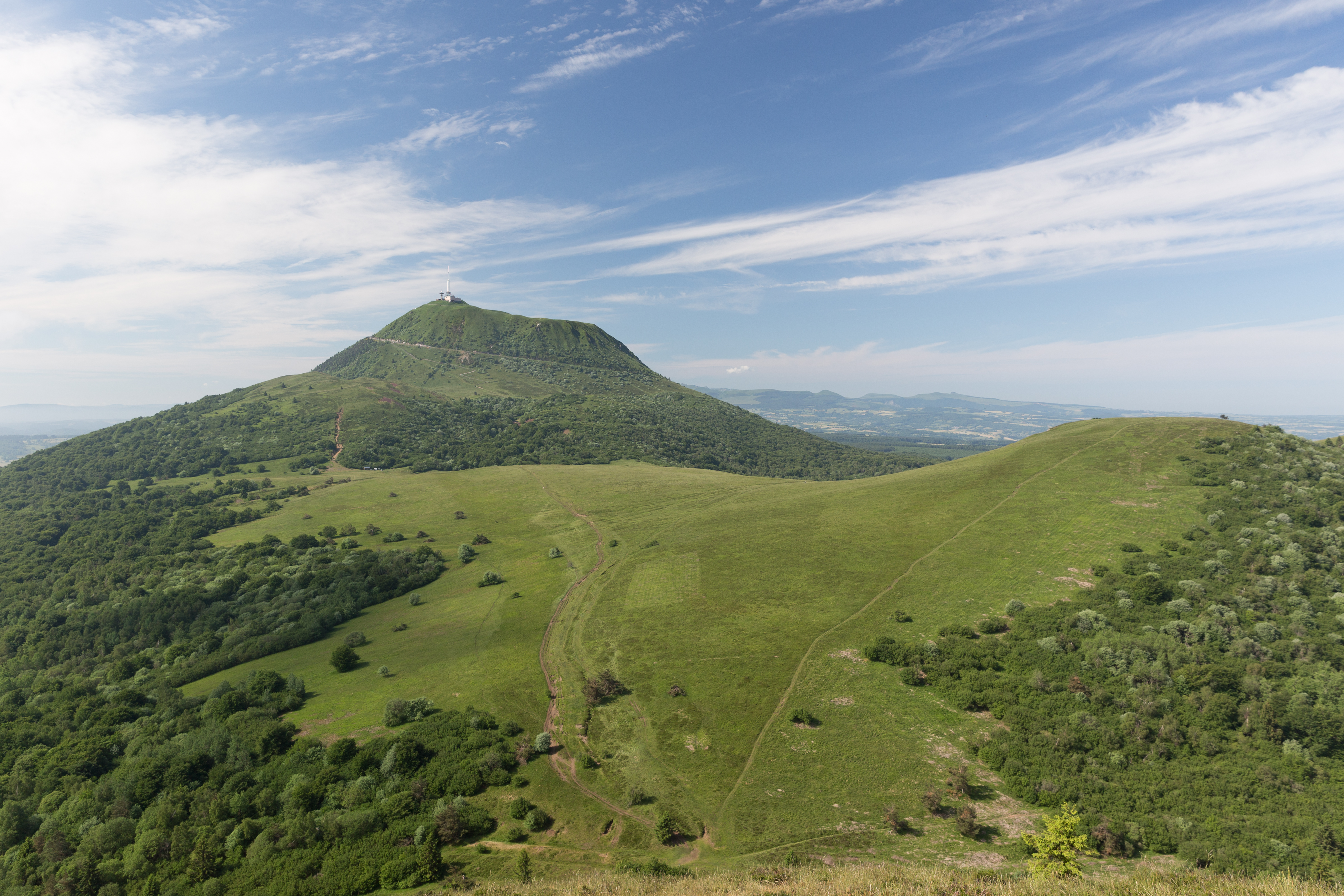
Vertiente norte del Puy de Dôme visto desde el Puy Pariou.

En la Europa precristiana, el Puy de Dôme sirvió como sede de ceremonias espirituales. Se construyeron varios templos a su pie, incluyendo un templo galo-romano dedicado a Mercurio, cuyas ruinas fueron descubiertas en 1873.
En 1648, Florin Périer, cuñado de Blaise Pascal, por encargo de este último, probó la teoría de Evangelista Torricelli de que las mediciones barométricas estaban influidas por el peso del aire, al medir la altura de una columna de mercurio a tres altitudes diferentes.
En 1875, se construyó un laboratorio de meteorología. Desde 1956, una antena de Télédiffusion de France también se encuentra en el mismo lugar, dedicada a la difusión de programación audiovisual.

## Ciclismo
El Puy de Dôme ha servido como final de etapa de la carrera ciclista Tour de Francia. En 1964, pudo presenciarse el duelo entre Raymond Poulidor y Jacques Anquetil, uno de los más memorables en esta cima. También en esta cima, en 1975, Eddy Merckx fue golpeado en el estómago por un espectador. Sin embargo, la carretera no está abierta para ciclistas aficionados debido a la peligrosidad de su descenso y a los requisitos impuestos por su propietario para ascenderlo.
En 2023 el Tour de Francia volvió a subir esta emblemática cima tras 35 años sin poder hacerlo.
Los vencedores de etapa en la llegada al Puy de Dôme han sido los siguientes:
| Edición | Etapa | Salida                  | Km    | Vencedor            |
| ------- | ----- | ----------------------- | ----- | ------------------- |
| 1952    | 21    | Limoges                 | 245   | Fausto Coppi        |
| 1959    | 15    | Clermont-Ferrand        | 13    | Federico Bahamontes |
| 1964    | 20    | Brive-la-Gaillarde      | 237,5 | Julio Jiménez       |
| 1967    | 20    | Limoges                 | 222   | Felice Gimondi      |
| 1969    | 20    | Brive-la-Gaillarde      | 198   | Pierre Matignon     |
| 1971    | 8     | Nevers                  | 221   | Luis Ocaña          |
| 1973    | 18    | Brive-la-Gaillarde      | 216,5 | Luis Ocaña          |
| 1975    | 14    | Aurillac                | 173,5 | Lucien Van Impe     |
| 1976    | 20    | Tulle                   | 220   | Joop Zoetemelk      |
| 1978    | 14    | Besse-en-Chandesse      | 52,5  | Joop Zoetemelk      |
| 1983    | 15    | Clermont-Ferrand        | 15,6  | Ángel Arroyo        |
| 1986    | 21    | Saint-Étienne           | 190   | Erich Maechler      |
| 1988    | 19    | Limoges                 | 188   | Johnny Weltz        |
| 2023    | 9     | Saint-Léonard-de-Noblat | 184   | Michael Woods       |